# Du gamla, du fria
Du gamla, du fria (šved. Ti stari, ti slobodni) je državna himna Švedske. Iako je opće prihvaćena i često izvođena (npr. na športskim događajima), nikada nije službeno priznata kao švedska himna već status himne ima po tradiciji. Tekst prve dvije strofe je napisao 1844. švedski istraživač i povjesničar Richard Dybeck. Druge dvije strofe je napisala Louise Ahlén 1910. godine no one se rijetko izvode i uglavnom su nepoznate populaciji. U izvornom tekstu koji je napisao Dybeck osjeća se nedostatak patriotizma što je u duhu Skandinavizma koji je bio popularan u doba nastanka pjesme. U tekstu se izričito ne spominje Švedska nego se spominje Sjever što obuhvaća sve nordijske zemlje   . 

## Stihovi
| Izvorni stihovi Richarda Dybecka Du gamla, Du fria, Du fjällhöga nord Du tysta, Du glädjerika sköna! Jag hälsar Dig, vänaste land uppå jord, Din sol, Din himmel, Dina ängder gröna. Du tronar på minnen från fornstora dar, då ärat Ditt namn flög över jorden. Jag vet att Du är och Du blir vad du var. Ja, jag vill leva jag vill dö i Norden.                                |  | Stihovi Louise Ahlén iz 1910. Jag städs vill dig tjäna mitt älskade land, din trohet till döden vill jag svära. Din rätt, skall jag värna, med håg och med hand, din fana, högt den bragderika bära. Med Gud skall jag kämpa, för hem och för härd, för Sverige, den kära fosterjorden. Jag byter Dig ej, mot allt i en värld Nej, jag vill leva jag vill dö i Norden. |
| Prijevod izvornih stihova Ti stari, ti slobodni, ti planinski Sjevere Ti tiha, ti radosna ljepoto! Pozdravljam te, najljepša zemljo na svijetu, Tvoje sunce, tvoje nebo, tvoje zelene livade. Na prijestolju si uspomena na velike stare dane, kad je tvoje časno ime letjelo nad svijetom. Znam da jesi i da ćeš biti kako si bio Da, želim živjeti i želim umrijeti na Sjeveru. |  | Prijevod stihova Louise Ahlén Zauvijek ću ti služiti voljena zemljo, U tvoju sudbinu, do smrti, ću se zakleti. Tvoja prava branit ću umom i rukom, Tvoj barjak, velike su pobjede koje nosi. S Bogom ću se boriti za dom i za ognjište, za Švedsku, dragu domovinu. Mijenjati te ne ću za ništa na svijetu Ne, želim živjeti i želim umrijeti na Sjeveru.              |

## Vanjske poveznice
1. Audio zapis švedske himne, Izvor: www.sweden.se, Zapis: WMA, Veličina: 2.3MB  Arhivirana inačica izvorne stranice od 17. studenoga 2008. (Wayback Machine)